# Automeris aristei
Automeris aristei är en fjärilsart som beskrevs av Paul Dognin 1923. Automeris aristei ingår i släktet Automeris och familjen påfågelsspinnare. Inga underarter finns listade i Catalogue of Life.